# Rhachisphora taiwana
Rhachisphora taiwana es un hemíptero de la familia Aleyrodidae, con una subfamilia: Aleyrodinae.
Fue descrita científicamente por primera vez por Ko in Ko, Hsu & Wu en 1992.